# Castello dell’Acqua
Castello dell’Acqua – miejscowość i gmina we Włoszech, w regionie Lombardia, w prowincji Sondrio.
Według danych na rok 2004 gminę zamieszkiwało 700 osób, 53,8 os./km².